# 진장러위안역
진장러위안역(중국어: 锦江乐园站)은 중국 상하이시 쉬후이구 링윈루 가도의 후민로와 훙메이로의 교차로 동쪽의 진장러위안(锦江乐园)와 메이룽 철도역에 위치한 상하이 지하철 1호선의 지상역이다. 상하이 철로국 측량 설계원(上海铁路局勘测设计院)이 설계하였다. 진장러위안역 두 방향 승강장은 운임 구역 내에서 횡단되지 않는다.

## 역 구조
이 역은 훙메이 상업빌딩과 함께 건설되었으며 1층에 위치하고 있다. 역의 구조는 상하이 지하철에서 비교적 독특한 면이 있다. 섬식 승강장이 아니며 또 지상역이기 때문에 신좡행 열차의 승객은 훙메이루의 출구에서 출입하면 되지만 푸진루행 열차의 승객은 역의 2층으로 이동한 다음 아래층으로 내려가서 타야 한다. 매표소도 2층에 있지만 두 승강장의 운임 구역 안에는 반대 방향으로 가는 통로가 없다.

### 층별 구조
| 2층 | 대합실                              | 출입문, 매점                        |
| 1층 | 상대식 승강장, 오른쪽 출입문이 열림 | 상대식 승강장, 오른쪽 출입문이 열림 |
| 1층 | ←                                   | █ 1호선 푸진루 방면(상하이 남역)    |
| 1층 | →                                   | █ 1호선 신좡 방면 (롄화루)          |
| 1층 | 상대식 승강장, 오른쪽 출입문이 열림 |                                     |
| 1층 | 북광장                              | 북출구                              |

## 출구
- 북출구: 후민로(沪闵路) 남쪽, 구이장로(桂江路) 동쪽

## 연결교통

### "P+R" 파크 앤 라이드
2009년 7월 21일부터 진장러위안역에 상하이의 "P+R(파크 앤 라이드)" 주차환승 시범사업이 실시되었으며, 자가용 승객은 매일 5시 30분부터 23시 30분까지 진장러위안역 훙메이로 주차장에서 교통카드로 입장한 후, 이 카드를 이용하여 지하철로 환승하면 주차요금 할인 혜택을 받을 수 있다. 시범 요금은 환승 시간대에 1회당 10위안으로 책정됐다.

### 버스
50, 122, 131, 257, 166, 218, 326, 703, 704, 704B, 712, 725, 731, 735, 755, 747, 757, 764구간, 803, 804, 816, 메이저우선(梅周线), 쑹룽선(松龙线), 수민선(徐闵线), 수민 심야노선(徐闵夜宵线), 쑹메이 전용선(松梅专线), 쑹메이선(枫梅线), 난메이선(南梅线), 상스선(上石线), 스메이선(石梅线), 좡메이선(庄梅线), 좡메이선(구간) 구메이순환선(庄梅线(区间)古美环线), 훙차오 환승센터1로(虹桥枢纽1路)

## 역사
진장러위안역은 개업당시 현재 역의 북쪽에 있었다. 당시에는 시·종착역으로 사용되었기 때문에 역의 형태는 지상의 단선 승강장이었다. 이후 남측 확장공사로 현재의 자리에 훙메이(虹梅) 상업빌딩과 현재 부지의 신역사가 들어서고, 옛 진장러위안역은 철거되고 신역사에는 훙메이루역(虹梅路站)이라 명명하였다. 2001년 5월 1일 훙메이루역 진장러위안역으로 다시 이름을 바꿨다.
2020년 10월 진장러위안역 남쪽의 시저스 크로싱은 유지보수가 더 쉬운 싱글 크로스로 바뀌었고, 기존의 모든 목재 침목은 모두 콘크리트 침목으로 교체되었다.

## 역 주변
- 진장낙원(錦江樂園)